# Anna Lea Merritt
Anna Massey Lea Merritt (Filadélfia, 13 de setembro de 1844 – Hurstbourne Tarrant, 7 de abril de 1930) foi uma pintora e gráfica americana ativa na Grã-Bretanha. Ela pintou retratos, paisagens e cenas religiosas. Ela nasceu na Filadélfia, mas viveu e trabalhou no exterior a maior parte de sua vida na Grã-Bretanha. Merritt trabalhou como artista profissional durante a maior parte de sua vida adulta, 'vivendo à vontade' antes de seu breve casamento com Henry Merritt e após sua morte.

## Vida

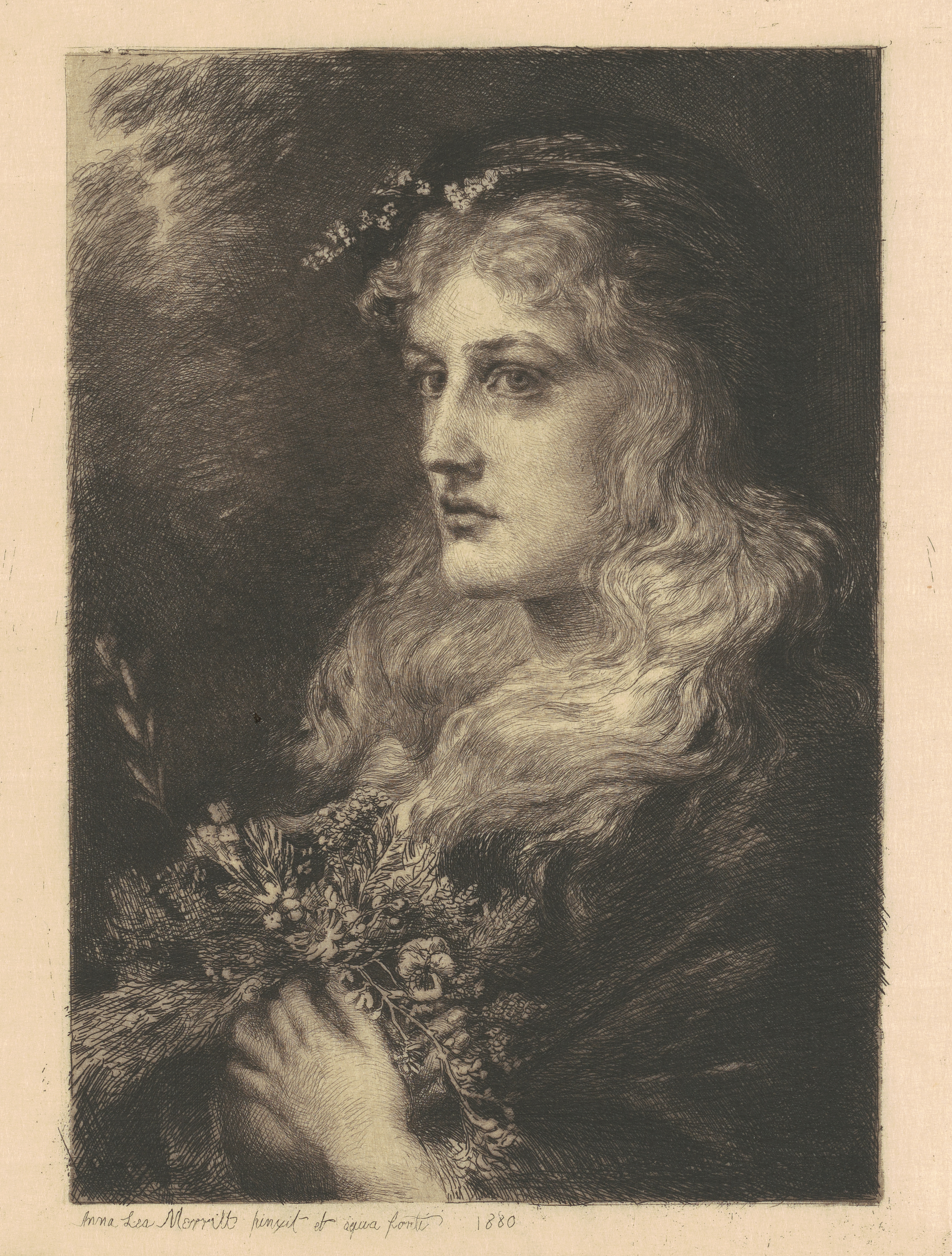
Ophelia, 1880, Galeria Nacional de Arte

Anna Massey Lea nasceu em 1844 na Filadélfia, Pensilvânia, filha de um rico casal quaker, Joseph Lea e Susanna Massey, e a mais velha de seis irmãs. Ela estudou anatomia na Faculdade de Medicina da Mulher da Pensilvânia. Em 1865, a família mudou-se para a Europa, onde teve aulas de arte com Stefano Ussi, Heinrich Hoffman, Léon Cogniet e Alphonse Legros. Eles se mudaram para Londres em 1870 para escapar da Guerra Franco-Prussiana, e em 1871 ela conheceu Henry Merritt (1822 – 1877), um notável crítico de arte e conservador de imagens, que se tornaria seu tutor e mais tarde seu marido. Eles se casaram em 17 de abril de 1877, mas ele morreu em 10 de julho do mesmo ano. Ela não teve filhos e não se casou novamente.
Merritt passou o resto de sua vida na Inglaterra, embora com frequentes viagens aos Estados Unidos, com exposições e prêmios nos dois países, tornando-se uma artista célebre. Ela exibiu seu trabalho no Palácio de Belas Artes e no Edifício da Mulher na Exposição Colombiana do Mundo de 1893 , em Chicago, Illinois. Ela morreu em 5 de abril de 1930, em Hurstbourne Tarrant, Hampshire.
Em 1894 – 95, ela pintou as paredes da igreja de St. Martin, na vila de Blackheath, usando uma nova técnica de pintura em gesso seco, usando tintas à base de silicone para combater os efeitos da umidade. As pinturas são de cenas da vida de Cristo.

## Amor bloqueado

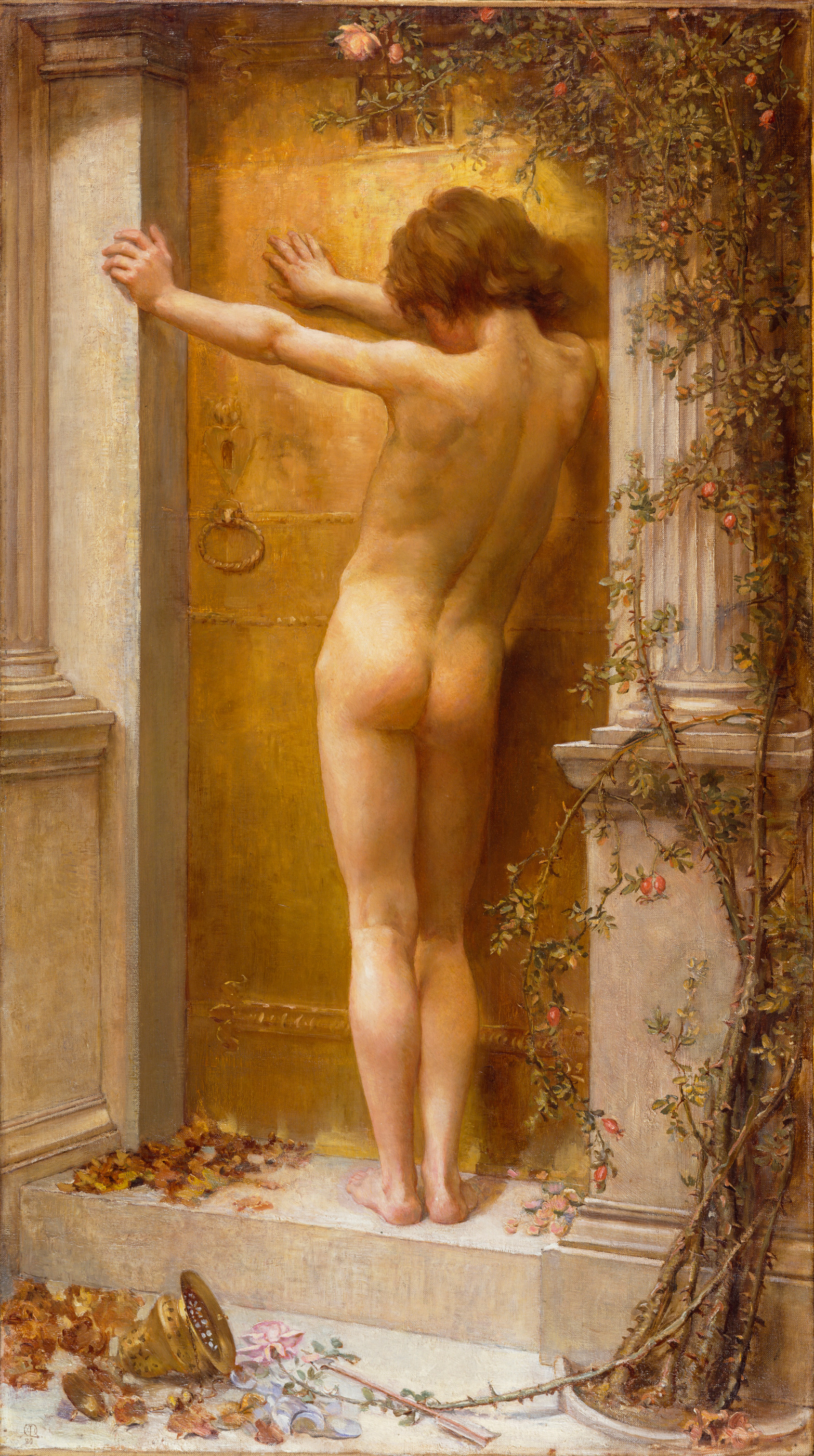
Love Locked Out (1890), a pintura mais conhecida de Merritt.

Merritt pintou seu trabalho mais conhecido, Love Locked Out, em 1890, em memória de seu marido, que havia morrido em 1877, apenas três meses após o casamento. Ela esperava ter a imagem, um retrato de Cupido diante de uma porta trancada, feita em bronze como monumento, mas não podia pagar. Merritt inicialmente resistiu em permitir que a pintura fosse copiada, apesar dos inúmeros pedidos, porque ela temia que o assunto fosse mal interpretado: "Eu temia que as pessoas gostassem disso como um símbolo do amor proibido", escreveu ela em suas memórias, "enquanto meu Amor aguardava o porta da morte para abrir e a reunião do par solitário". Embora Merritt já fosse uma artista reconhecida, ela pretendia terminar sua carreira profissional após o casamento, mas voltou a pintar após a morte do marido. Embora fosse americana, Love Locked Out foi exibida na Royal Academy em 1890 e tornou-se a primeira pintura de uma artista feminina adquirida para a coleção nacional britânica através do Chantrey Bequest.

## Pensamentos sobre as mulheres nas artes
Em 1900, Merritt escreveu que sentia que não enfrentara muita discriminação por causa de seu gênero, mas notou as pressões sociais que poderiam inibir a carreira de uma artista feminina, concluindo: 
 O principal obstáculo ao sucesso de uma mulher é que ela nunca pode ter uma esposa. Apenas reflita o que uma esposa faz por um artista: amaldiçoa as meias; fica em sua casa; escreve suas cartas; visitas para seu benefício; afasta os intrusos; é pessoalmente sugestivo de belas imagens; sempre uma crítica encorajadora e parcial. É extremamente difícil ser um artista sem essa ajuda que economiza tempo. Um marido seria completamente inútil. 

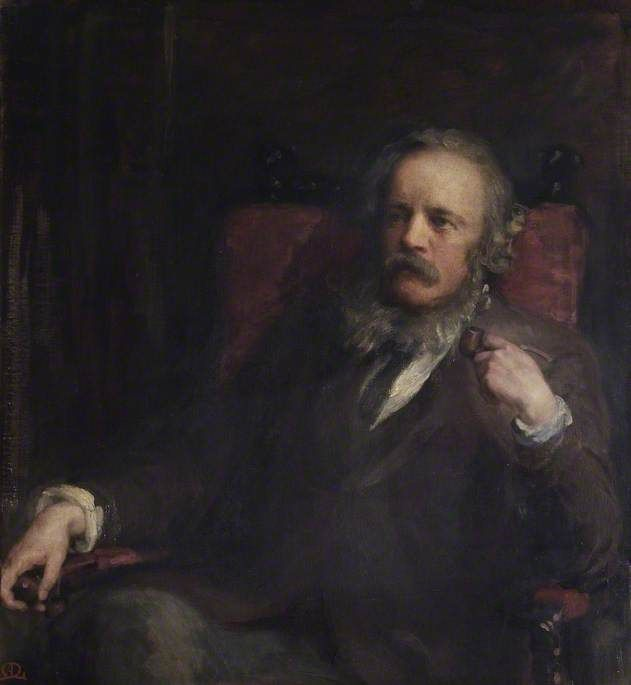
Retrato de seu marido, Henry Merritt, 1877

Durante o século XIX, havia um número significativo de mulheres que se tornaram artistas bem-sucedidas e instruídas, uma raridade antes dessa época, exceto algumas como Angelica Kauffman e Louise Élisabeth Vigée Le Brun (1755 – 1842). As mulheres artistas emergentes criaram obras com uma perspectiva diferente da dos homens, desafiaram os conceitos limitados de feminilidade e criaram um gênero de pinturas floral-femininas, em que "a artista colocou uma mulher ou mais em um cenário de jardim de flores e manipulou composição, cor, textura e forma para fazer com que as mulheres pareçam o máximo possível de flores". A abordagem não foi usada para retratos. Sua forma de representação feminina praticamente não foi reconhecida pelos estudiosos de arte americanos e pela sociedade conservadora, ignorada em resposta à crescente "Nova Mulher", que começou no final do século XIX. Merritt criou pinturas feminino-flor, notando o simbolismo floral-feminino empregado por artistas masculinos como Charles Courtney Curran e Robert Reid, ela disse que via "as flores como 'grandes damas' observando que 'o deles é o idioma da alta criação e o repouso' e calma da ociosidade cansada". Merritt também buscou técnicas e assuntos mais tradicionais, alinhados com o que os artistas masculinos buscavam na época. Por exemplo, ela ensinou a si mesma gravura e produziu uma gravura influenciada por Shakespeare de Ellen Terry como Ophelia.